# Guillaume Le Blanc (évêque de Vence)
Pour les articles homonymes, voir Le Blanc.
Guillaume Le Blanc (né à Albi vers 1561 et mort à Aix-en-Provence le 29 novembre 1601) est un ecclésiastique, évêque de Vence de 1588 à sa mort. Nommé également évêque de Grasse par le pape en 1592 en contestation d'une autre nomination par Henri IV, il meurt sans avoir pu obtenir gain de cause.

## Biographie
Guillaume Le Blanc, né à Albi vers 1561, est le neveu et homonyme de Guillaume Le Blanc, l'évêque de Toulon mort en février 1588. Diacre de sa ville natale, son oncle se charge de son éducation et l'envoie faire ses études à Rome où il développe ses talents de poète et se fait remarquer par le pape Sixte V qui en fait son camérier secret. Après la mort le 23 avril 1588 d'Audin de Garidelli, l'évêque de Vence, il est désigné pour lui succéder. Par une bulle du 20 novembre 1591 le pape Clément VIII unit son siège à celui d'évêque de Grasse avec l'accord du Parlement d'Aix-en-Provence favorable à la Ligue et il est nommé évêque des deux diocèses le 14 février 1592. 
Toutefois à la suite de la renonciation de l'évêque Georges de Poissieux, le roi Henri IV de France avait nommé dès le 27 août 1589 et confirmé  en avril 1598 comme évêque de Grasse, Étienne Le Maingre de Boucicaut, promotion que le Saint-Siège avait refusé de reconnaitre parce que faite initialement par un prince protestant. Guillaume Le Blanc doit soutenir contre son compétiteur à Paris un long procès qu'il perd le 19 mai 1599. Il fait appel devant le Conseil d'État mais il est débouté le 21 novembre 1601. Il meurt peu après à Aix-en-Provence le 29 novembre en retournant dans son diocèse. Son neveu et homonyme un autre Guillaume Le Blanc prévôt du chapitre de chanoines de Toulon lui fait édifier dans la cathédrale de Vence un tombeau où il est inhumé.